# 御影クラッセ
御影クラッセ（みかげクラッセ）は、兵庫県神戸市東灘区御影中町3丁目2-1にあるライフスタイル型のショッピングセンターである。
地上5階・地下1階延床面積約41,000平方メートル。阪神電鉄御影駅北側に位置し、御影工業高校跡地に2008年（平成20年）3月20日にオープンした。運営は住商アーバン開発株式会社。

## 概要

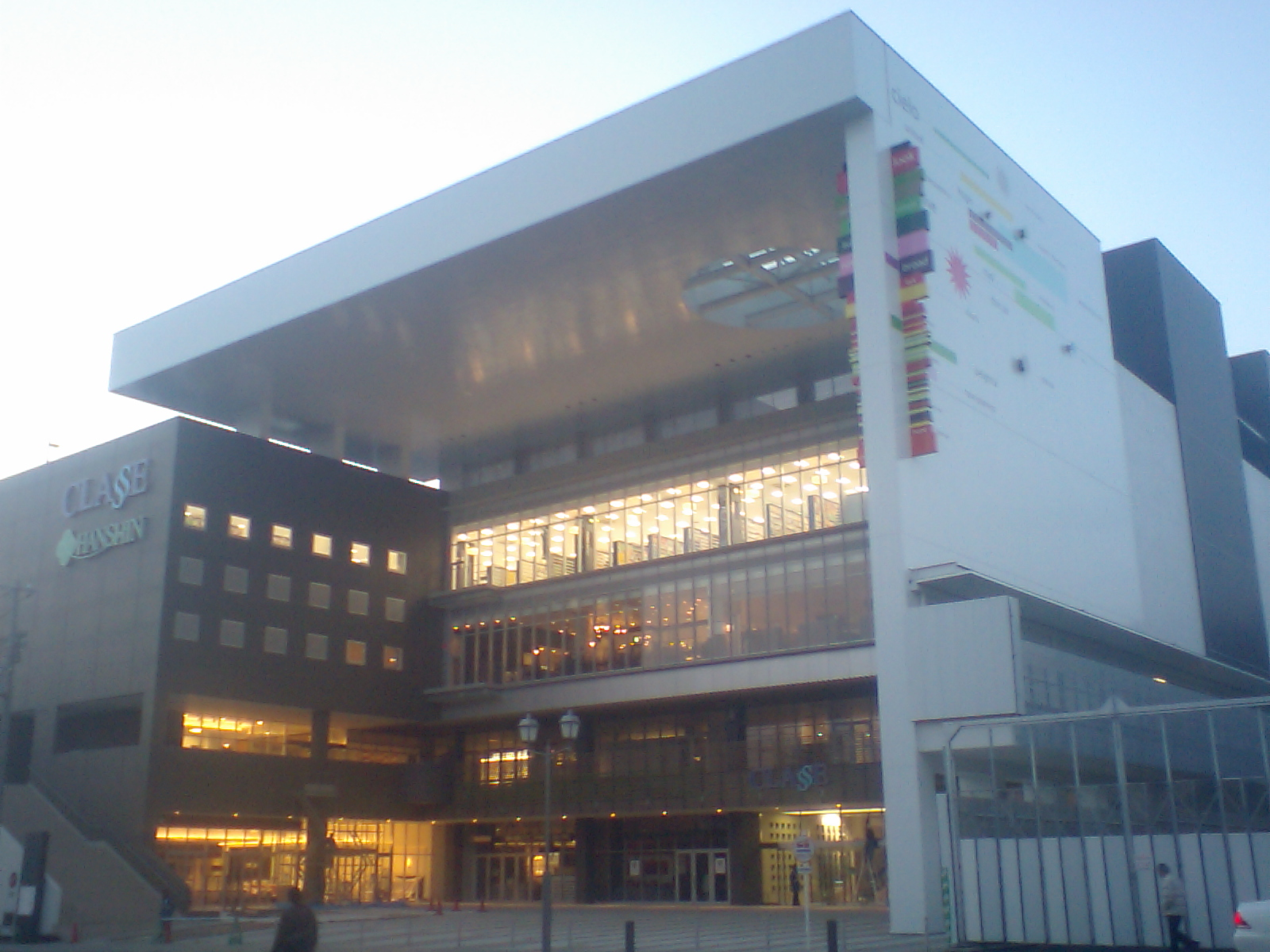
開店直前の御影クラッセ
2008年3月7日撮影

阪神電車に加え、主要幹線道路である国道2号、国道43号、山手幹線からも近く、御影駅に神戸市バスターミナルもあるため電車以外のアクセスも充実している。阪神百貨店御影店を中核とした約70のテナントが出店している。
出店構成は、1階が食品並びに日用雑貨専門店やファーストフード店、2階が婦人服並びに服飾雑貨専門店、3階がファッション専門店並びに服飾雑貨、レストラン、4階が書店（メトロ書店）並びに多目的ホールとなっている。地下1階並びに5階は駐車場である。
阪神百貨店は1階と2階の西側半分を占める核テナントとして出店し、地元の人が「毎日通える百貨店」をコンセプトに団塊世代の主婦を主なターゲットとしてがんこフードサービスの新業態1号店を含む総菜、菓子、生鮮食品などの揃う梅田本店と同様のいわゆるデパ地下形式の食品売場を1階に置き、食品に強い阪神百貨店らしさをアピールし、2階は婦人服や生活雑貨を中心とした売場構成とした。
しかし、肝心の食品売場の不振が深刻で2009年（平成21年）3月期で年間売上約29.56億円と目標の50億円を大きく下回ったため、開業から1年半弱の2009年（平成21年）8月5日に不振だった食品売り場の75%にあたる2,080m2を兄弟会社の食品スーパー阪急オアシスの経営に切替えて縮小して、核店舗が阪神百貨店と阪急オアシスの並存に移行した。
その後も阪神百貨店の売り上げ不振と赤字が続いたため、2011年（平成23年）7月24日には阪神・御影の2階売場を閉鎖して2度目の規模縮小を行って売場面積804m2となって百貨店とはいえない規模にまで縮小して阪神百貨店は核店舗とは言えなくなり、現在の核店舗は阪急オアシスとなった。阪急オアシスは2012年（平成24年）4月12日、サラダなど惣菜を強化する改装を行うなど、高級食品スーパーとして順調に売上を伸ばしている。

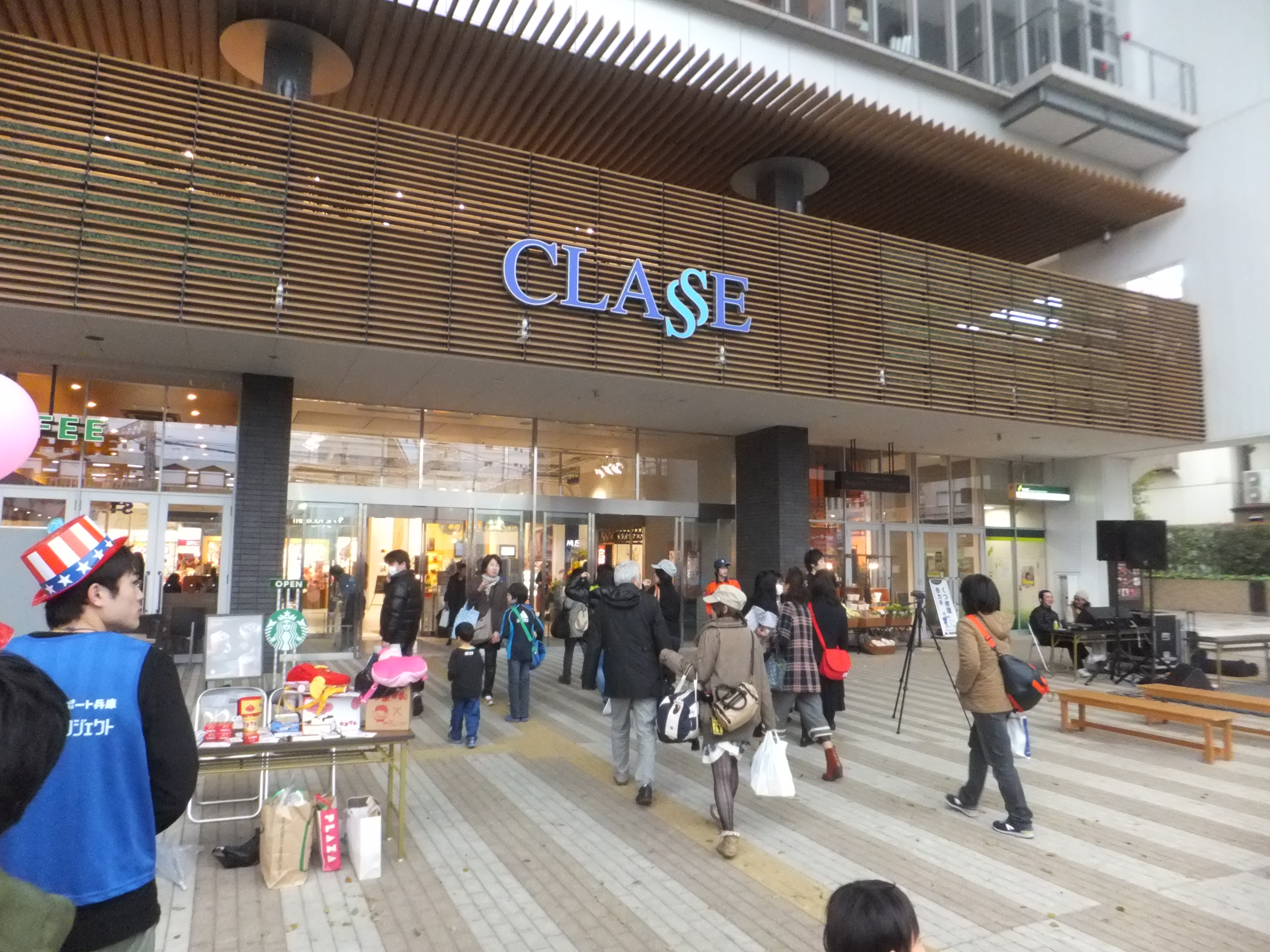
正門
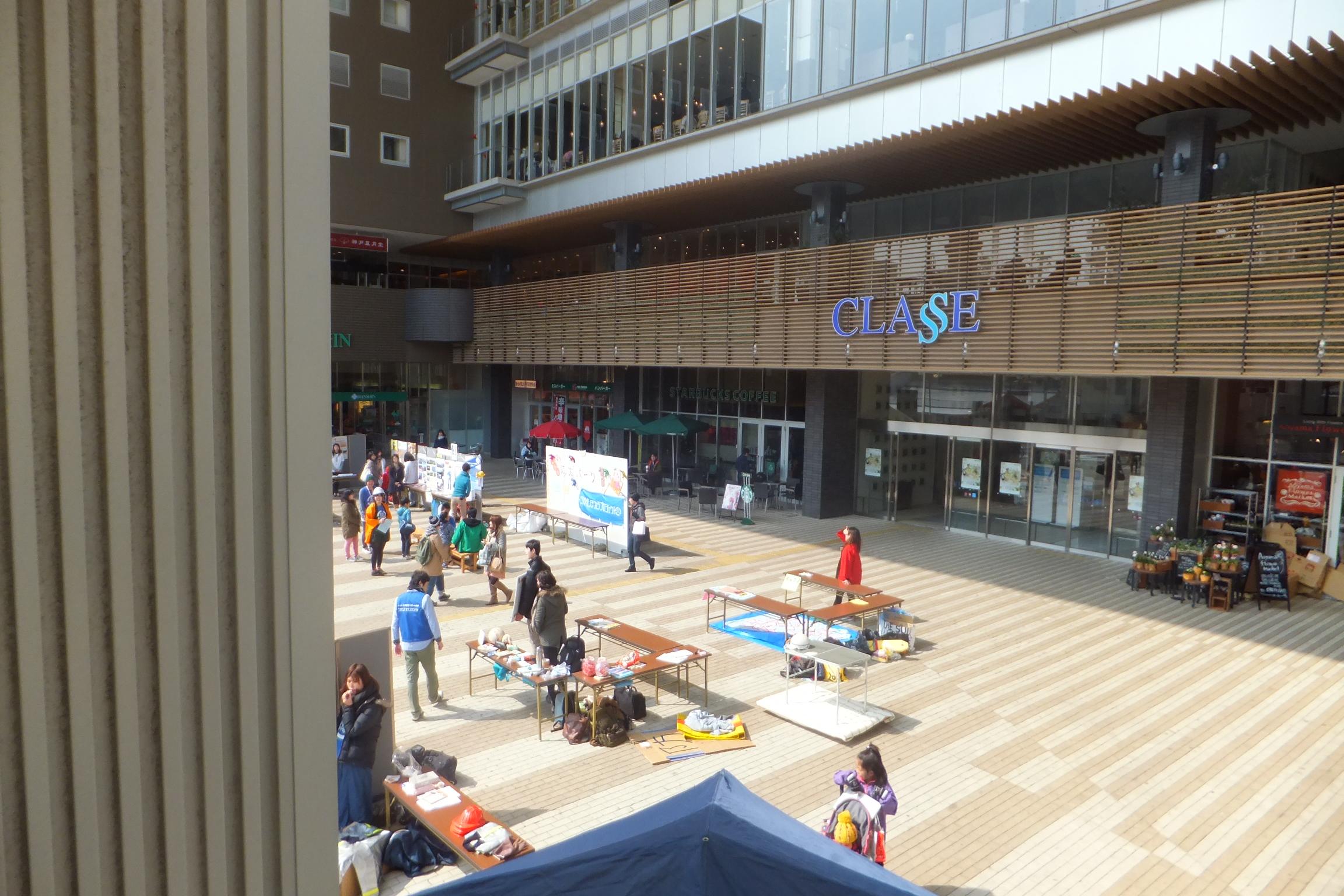
ピロティ